# Saint John, Barbados
Xã Saint John ("St. John") là một đơn vị hành chính của Barbados và nằm ở ven biển phía đông của quốc đảo.

## Vị trí
- Saint George - Tây
- Saint Joseph - Bắc
- Saint Philip - Đông nam